# I liga 1952-1953 (pallacanestro maschile)
La I liga 1952-1953 è stata la 19ª edizione del massimo campionato polacco di pallacanestro maschile. La vittoria finale è stata ad appannaggio dello ŁKS Łódź.

## Risultati

### Stagione regolare
|     | Squadra           | G  | V  | P  | PF  | PS  | Qualificazione        |
| --- | ----------------- | -- | -- | -- | --- | --- | --------------------- |
| 1.  | ŁKS Łódź          | 13 | 10 | 3  | 752 | 658 |                       |
| 2.  | Legia Varsavia    | 13 | 10 | 3  | 755 | 594 |                       |
| 3.  | Warta Poznań      | 13 | 9  | 4  | 697 | 656 |                       |
| 4.  | Spójnia Danzica   | 13 | 7  | 6  | 727 | 705 |                       |
| 5.  | Lech Poznań       | 12 | 7  | 5  | 582 | 594 |                       |
| 6.  | Spójnia Łódź      | 12 | 6  | 6  | 602 | 655 |                       |
| 7.  | Polonia Varsavia  | 12 | 7  | 5  | 686 | 682 |                       |
| 8.  | Gwardia Cracovia  | 10 | 5  | 5  | 509 | 454 |                       |
| 9.  | OWKS Lublino      | 13 | 5  | 8  | 568 | 625 |                       |
| 10. | AZS Varsavia      | 13 | 3  | 10 | 619 | 711 | retrocesse in II liga |
| 11. | Kolejarz Ostrów   | 13 | 2  | 11 | 617 | 733 | retrocesse in II liga |
| 12. | Cracovia Cracovia | 13 | 4  | 9  | 636 | 687 | retrocesse in II liga |

| I liga 1952-1953   |
| ------------------ |
| ŁKS Łódź 2º titolo |

## Formazione vincitrice
| N° | Naz.               | Ruolo | Sportivo            |  | Alt. |  |
| -- | ------------------ | ----- | ------------------- |  | ---- |  |
|    | Polonia (bandiera) |       | Jan Dziewulski      |  |      |  |
|    | Polonia (bandiera) | P     | Wiesław Janczyk     |  | 175  |  |
|    | Polonia (bandiera) |       | Kazimierz Kaczmarek |  |      |  |
|    | Polonia (bandiera) |       | Wiesław Maciejewski |  |      |  |
|    | Polonia (bandiera) |       | Stanisław Michalski |  |      |  |
|    | Polonia (bandiera) | C     | Jan Śmigielski      |  |      |  |
|    | Polonia (bandiera) |       | Marian Waligórski   |  |      |  |
|    | Polonia (bandiera) |       | Zbigniew Wiśniewski |  |      |  |
|    | Polonia (bandiera) |       | Jerzy Wojciechowski |  |      |  |
|    | Polonia (bandiera) |       | Józef Żyliński      |  |      |  |
|    | Polonia (bandiera) | All.  | Andrzej Kulesza     |  |      |  |